# 法伝寺
法伝寺（ほうでんじ）は、正式名を佛法山東漸閣法傳寺（ぶっぽうざんとうぜんかくほうでんじ）という。千葉県市川市湊にある、浄土宗の寺院。長野県 浄土宗大本山善光寺にゆかりのある全国の寺院が結成する「全国善光寺会」に所属している。

## 縁起
法伝寺は、天文22年（1553）観竜上人によって創建。法然上人によって開かれた阿弥陀如来を本尊とする浄土宗寺院で、港区芝にある浄土宗大本山増上寺（徳川家菩提寺）の末寺である。
また、行徳三十三観音巡りの第22番札所であり、行徳が成田山参りの出発地として栄えた時代には、菖蒲池等の景勝地として知られていた。
また過去には寺の土地に明徳尋常小学校（現在の南行徳小学校）の前身が存在してた。その縁から、境内には明徳尋常小学校の記念碑が建立されている。
また、境内には死者の生前の善悪を判定する閻魔大王とその判定のために死者の衣をはぐ奪衣婆（だつえば）の石像、白山権現（非公開）がある。平成14年に落慶した本堂及び観音堂には、日本画家の松原公子による天井画が奉納され、有縁善男善女の名号を胎内に納めた弥陀三尊、聖観音、二祖大師（山高龍雲仏師作）が鎮座している。

## 文化財
明徳尋常小学校開校旧跡之碑：1975年（昭和50年）建立。明徳尋常小学校は現在の市川市立南行徳小学校の前身である。

## 行事

### 明徳まつり
毎年5月に、地域との交流を深める催し「明徳まつり」を開催している。例年、チャリティバザーや被災地物産展などのほか、認知症、相続税のセミナーを開催、千葉伝統工芸品展の露店を出店する。

### 年中行事（仏事）
- 初念仏会（1月第2日曜日頃）
- 春彼岸会（3月中日春彼岸）
- 明徳まつり（5月5日）
- 施餓鬼会（8月20日）
- 秋彼岸会（9月中日秋彼岸）
- 十夜会（11月20日）

## アクセス
乗用車
- 東京メトロ東西線行徳駅そばの、行徳駅入口交差点を旧道方面に入り、一つ目の信号を左折して右側に位置

鉄道
- 東京メトロ東西線 行徳駅南口より約400メートル（徒歩約5分）

路線バス
- JR本八幡南口・JR新浦安南口より、京成バス「押切」停留所下車 約150メートル（徒歩約2分） 
  - 本八幡発：浦01,02,03,04系統
  - 新浦安駅発：浦03系統（本八幡行）